# Trail of the Molten Land
Le Trail of the Molten Land, ou Trail of the Molten Lands, est un sentier d'interprétation du comté de Deschutes, dans l'Oregon, aux États-Unis. Situé au sein du Newberry National Volcanic Monument, il est classé National Recreation Trail depuis 1979.